# Spoorlijn Plaisir-Grignon - Épône-Mézières
De spoorlijn Plaisir-Grignon - Épône-Mézières is een spoorlijn van Plaisir naar Épône in het Franse departement Yvelines. De lijn is 18,5 km lang en heeft als lijnnummer 396 000.

## Geschiedenis
De lijn werd geopend door de Compagnie des chemins de fer de l'Ouest op 13 augustus 1900.

## Treindiensten
De SNCF verzorgt het personenvervoer op dit traject met Transilien-treinen. Ook de TGV vanuit Le Havre maakt gebruik van de lijn, maar stopt er niet.
| Serie    | Treinsoort        | Route | Bijzonderheden |
| -------- | ----------------- | --- | -------------- |
| TGV 5300 | TGV (SNCF)        | [ [ [ Nantes – Angers-Saint-Laud – [ Saumur – Saint-Pierre-des-Corps – ] / [ Le Mans – ] ] / [ Rennes – Le Mans – ] Massy TGV – ] ] / [ Le Havre – Rouen-Rive-Droite – Mantes-la-Jolie – Versailles-Chantiers – Massy-Palaiseau – ] Lyon-Part-Dieu – [ Lyon-Perrache ] / [ Valence-Rhône-Alpes-Sud TGV – [ Nîmes-Pont-du-Gard – Montpellier-Sud-de-France ] / [ Nîmes – Montpellier-Saint-Roch ] / [ Avignon TGV – Aix-en-Provence TGV – Marseille-Saint-Charles ] ] |                |
| Trans N  | Transilien (SNCF) | Paris Montparnasse – Viroflay-Rive-Gauche – Versailles-Chantiers – Saint-Cyr – [ Saint-Quentin-en-Yvelines – Rambouillet ] / [ Plaisir - Grignon – [ Dreux ] / [ Épône - Mézières – Mantes-la-Jolie ] ] |                |

## Aansluitingen
In de volgende plaatsen is of was er een aansluiting op de volgende spoorlijnen:
Plaisir-Grignon
RFN 395 000, spoorlijn tussen Saint-Cyr en Surdon
Épône-Mézières
RFN 340 000, spoorlijn tussen Paris-Saint-Lazare en Le Havre
RFN 396 306, raccordement van Épône

## Elektrische tractie
De lijn werd in 1977 geëlektrificeerd met een elektrische spanning van 25.000 volt 50 Hz. 